# Heinrich Rückert
Heinrich Rückert (* 14. Februar 1823 in Coburg; † 11. September 1875 in Breslau) war ein deutscher Geschichtsschreiber und Germanist.

## Leben
Heinrich Rückert war der älteste Sohn von Friedrich Rückert und studierte 1840–1844 an den Universitäten in Erlangen, Bonn und Berlin Philologie. An der Universität Jena habilitierte er sich 1845 für Geschichte und deutsche Altertumskunde. 1852 war er Mitbegründer des Vereins für Thüringische Geschichte und Alterthumskunde, bevor er im selben Jahr außerordentlicher und 1867 ordentlicher Professor der deutschen Philologie an der Universität Breslau wurde. Dort wirkte er, durch Krankheit viel gehemmt, bis zu seinem Tod 1875.

## Schriften (Auswahl)
- Annalen der deutschen Geschichte (Leipzig 1850, 3 Bände; 2. Aufl. als Deutsche Geschichte 1861 und ergänzt 1873)
- Culturgeschichte des deutschen Volkes in der Zeit des Uebergangs aus dem Heidenthum in das Christenthum, 2 Bände (Leipzig 1853–1854)
- Geschichte des Mittelalters (Stuttgart 1853)
- Geschichte der Neuzeit (Stuttgart 1854)
- Lehrbuch der Weltgeschichte in organischer Darstellung (Leipzig 1857, 2 Teile)
- Geschichte der Neuhochdeutschen Schriftsprache (Leipzig 1875, 2 Bände)
- Entwurf einer systematischen Darstellung der schlesischen Mundart im Mittelalter (Paderborn 1878, aus dem Nachlass herausgegeben von Paul Pietsch)

als Herausgeber:
- Friedrich Ködiz von Salfeld: Das Leben des heiligen Ludwig, Landgrafen in Thüringen, Gemahls der heiligen Elisabeth. Zum ersten Mal herausgegeben mit sprachlichen und historischen Erläuterungen. T. O. Weigel, Leipzig 1851.
- Der Wälsche Gast des Thomasin von Zirclaria (Quedlinburg 1852); Neudruck, mit einer Einleitung und einem Register von Friedrich Neumann, Berlin 1965 (= Deutsche Neudrucke, Reihe: Texte des Mittelalters.)
- Bruder Philipps des Carthäusers Marienleben (Quedlinburg 1853)
- Lohengrin (Quedlinburg 1858)
- König Rother (Leipzig 1874)
- Heliand (Leipzig 1876)

## Sekundärliteratur
- Alexander Reifferscheid: Rückert, Heinrich. In: Allgemeine Deutsche Biographie (ADB). Band 29, Duncker & Humblot, Leipzig 1889, S. 769–773.
- Amélie Sohr, Alexander Reifferscheid: Heinrich Rückert in seinem Leben und seinen kleineren Schriften. 3 Bände, Weimar 1877–1880. Digitalisat
- Max-Rainer Uhrig: Im Bann des Russenschrecks. Heinrich Rückerts byzantinisch-asiatische Slawenlegende. In: Mechthild Keller (Hrsg.): Russen und Rußland aus deutscher Sicht. 19./20. Jahrhundert: Von der Bismarckzeit bis zum Ersten Weltkrieg. München 2000, S. 257–297.

## Digitalisate
- Culturgeschichte des deutschen Volkes in der Zeit des Uebergangs aus dem Heidenthum in das Christenthum, Leipzig 1858
- Deutsche Geschichte, Leipzig 1861

Dieser Artikel basiert auf einem gemeinfreien Text aus Meyers Konversations-Lexikon, 4. Auflage von 1888 bis 1890.
| Personendaten    | Personendaten                               |
| ---------------- | ------------------------------------------- |
| NAME             | Rückert, Heinrich                           |
| KURZBESCHREIBUNG | deutscher Geschichtsschreiber und Germanist |
| GEBURTSDATUM     | 14. Februar 1823                            |
| GEBURTSORT       | Coburg                                      |
| STERBEDATUM      | 11. September 1875                          |
| STERBEORT        | Breslau                                     |